# Chhiwang
Chhiwang – gaun wikas samiti w zachodniej części Nepalu w strefie Rapti w dystrykcie Rukum. Według nepalskiego spisu powszechnego z 2001 roku liczył on 921 gospodarstw domowych i 5363 mieszkańców (2631 kobiet i 2732 mężczyzn).